# Les Négatifs de McLaren
Les Négatifs de McLaren (titre anglais : McLaren's Negatives) est un film d'animation documentaire québécois réalisé en 2006 par Marie-Josée Saint-Pierre.

## Synopsis
Le film est un hommage au réalisateur de films d'animation canadien Norman McLaren explorant son univers filmique et son processus de création.

## Fiche technique
- Titre en français : Les Négatifs de McLaren
- Réalisation : Marie-Josée Saint-Pierre
- Scénario : Marie-Josée Saint-Pierre
- Animation : Brigitte Archambault
- Montage : Kara Blake
- Son : Hugo Brochu et Serge Boivin
- Durée : 10 minutes
- Pays de production : Canada
- Société de production : MJSTP Films

## Distinctions
- 2007 : Jutra du meilleur court métrage d'animation[2]